# Dmitrij Lukašenko
Dmitrij Alexandrovič Lukašenko či Demitryj Aljaxandravič Lukašenka (rusky Дмитрий Александрович Лукашенко, bělorusky Дзмітры Аляксандравіч Лукашэнка; * 23. března 1980 Mogilev) je běloruský podnikatel a druhorozený syn běloruského lídra Alexandra Lukašenka.

## Raný život a vzdělání
Narodil se 23. března 1980 do rodiny Galiny Lukašenkové a Alexandra Lukašenka.
Vystudoval fakultu mezinárodních vztahů na Běloruské státní univerzitě. Sloužil v běloruské pohraniční službě.[zdroj?]

## Kariéra
Je vedoucím prezidentského sportovního klubu a honorárním konzulem Etiopie v Bělorusku.

## Mezinárodní sankce
V roce 2011, po vlně represí, která následovala po prezidentských volbách v Bělorusku z roku 2010, byl na něj uvalen zákaz cestování a zmrazení majetku v rámci sankčního seznamu 208 osob odpovědných za politické represe, volební podvody a propagandu. V rozhodnutí Rady EU byl označen za „podnikatele, který se aktivně podílí na finančních operacích zahrnujících Lukašenkovu rodinu“. Sankce byly zrušeny v roce 2016.
Dne 21. června 2021 byl Dmitriji Lukašenkovi opět zakázán vstup na území Evropské unie. Švýcarsko se k sankcím připojilo 7. července.
Dne 2. prosince 2021 byl společně s prezidentským sportovním klubem zařazen na seznam speciálně určených a blokovaných osob Ministerstvem financí Spojených států a také na sankční seznam Ministerstva zahraničí Spojených států. Kanada jej taktéž zařadila na svůj sankční seznam.
V roce 2022 se dostal na černou listinu Japonska.